# Varde község
Varde község (dánul: Varde Kommune) Dánia 98 községének (kommune, helyi önkormányzattal rendelkező közigazgatási egység) egyike. A Syddanmark régióban található. Varde község Esbjerg, Vejen, Billund és Ringkøbing-Skjern községekkel határos. Lakosainak száma 50 289 fő (2016).